# Krasnianskij (rejon kumyłżeński)
Krasnianskij (ros. Краснянский) – chutor w Rosji, w obwodzie wołgogradzkim, w rejonie kumyłżeńskim. W 2010 liczył 166 mieszkańców.